# Blood Knights
Blood Knights est un jeu vidéo de type hack 'n' slash développé par Deck13 Interactive et édité par Kalypso Media, sorti en 2013 sur Windows, PlayStation 3 et Xbox 360.

## Accueil
- Official Xbox Magazine US : 5/10[1]
- Official Xbox Magazine UK : 6/10[2]